# 武爾克內什蒂
武爾克內什蒂是摩爾多瓦的城鎮，由加告茲自治區負責管轄，位於該國南部，毗鄰與烏克蘭接壤的邊境，面積15.26平方公里，海拔高度27米，2010年人口16,900。
46°18′00″N 28°39′26″E / 46.3°N 28.6572°E